# Калинештиј де Жос (Мехединци)
Калинештиј де Жос (рум. Călineștii de Jos) насеље је у Румунији у округу Мехединци у општини Балванешти. Oпштина се налази на надморској висини од 540 m.

## Становништво
Према подацима из 2002. године у насељу је живело 50 становника, од којих су сви румунске националности.